# Химич, Тамила Николаевна
Тамила Николаевна Химич (13 сентября 1994, Белоречица, Прилукский район, Черниговская область) — украинская футболистка, полузащитница хорватского клуба «Сплит» и сборной Украины.

## Клубная карьера
Провела детство в селе Дедовцы. Занималась лёгкой атлетикой, а также на любительском уровне футболом. Первый тренер — Анатолий Семёнович Куц. В 2007 году по приглашению директора черниговской ДЮСШ Николая Ивановича Лысенко переехала в Чернигов, училась в ДЮСШ и в местной школе-интернате им. Коцюбинского.
С 2011 года начала выступать во взрослых соревнованиях в составе черниговской «Легенды». Дебютировала в высшей лиге Украины 5 июня 2011 года в матче против клуба «Жилстрой-1» (0:0), заменив на 65-й минуте Татьяну Шрамок. Первый гол забила 24 июня 2011 года в ворота мариупольской «Ильичёвки» (9:0). В составе «Легенды» выступала до 2016 года, сыграв 69 матчей и забив 43 гола в высшей лиге. Становилась серебряным (2011, 2013, 2015) и бронзовым (2014, 2016) призёром чемпионата Украины. Финалистка Кубка Украины (2011, 2013, 2014, 2015, 2016). Победительница зимнего первенства Украины 2013 года. Лучший бомбардир чемпионата Украины 2016 года (16 голов). В 2011 году принимала участие в играх женской Лиги чемпионов (3 матча).
В 2017 году перешла в белорусский клуб «Минск». В его составе становилась чемпионкой Белоруссии (2017, 2018, 2019), серебряным призёром (2020); обладательницей (2017, 2018, 2019) и финалисткой Кубка Белоруссии, обладательницей Суперкубка страны (2018, 2019). Становилась лучшим бомбардиром чемпионата Белоруссии 2017 года (24 гола). В 2019 году заняла третье место в споре бомбардиров (25 голов), в 2020 году — четвёртое место (17 голов). В Лиге чемпионов в составе «Минска» сыграла 15 матчей и забила 10 голов. В 2017 году заняла третье место в голосовании за звание футболистки года на Украине.
18 февраля 2021 года перешла в хорватский клуб «Сплит». 14 марта 2021 года дебютировала в составе «Сплита» в выездном матче четвертьфинала Кубка Хорватии против «Риеки» (7:0), отметившись первым голом за новую команду. 21 марта 2021 года дебютировала в чемпионате Хорватии в выездном матче 11-го тура против «Виктории» (11:0), отметившись дублем (на 16-й и 77-й минутах) в первом же матче чемпионата.

## Карьера в сборной
Выступала за юниорскую и молодёжную сборную Украины. С 2016 года играет за национальную сборную, провела более 20 матчей в отборочных турнирах чемпионатов мира и Европы, а с учётом товарищеских — не менее 40 матчей.